# یواس‌اس اوبراین (دی‌دی-۹۷۵)
یواس‌اس اوبراین (دی‌دی-۹۷۵) (به انگلیسی: USS O'Brien (DD-975)) یک کشتی ناوشکن جنگی به طول 529 ft (161 m) waterline; 563 ft (172 m) overall متعلق به نیروی دریایی ایالات متحده آمریکا بود. این کشتی در سال ۱۹۷۶ ساخته شد.